# 掛川織
掛川織（かけがわおり）は、福岡県特産の花ござ。掛川織独特の織り方を掛川といい、福岡県の無形文化財に指定されている。
安政6年頃から筑後地方で製造されている。他の伝統産業と同様に廃れつつあったが、近年ではアジア風インテリアの流行とともに見直されつつあり、花ござのみならず、掛川の技法で織られたい草カーペット、すだれ、タペストリーなども作られている。

## 特徴
- 良質の藺草を使用して直線的な図柄の中にぼかしを取り入れた重厚・優美なつくりが特徴である[1]。
- 大小の織り目が連続する独特の織り方が作り出す縞模様が特徴である。

## 主な産地
- 福岡県筑後地方